# Acebedo
Acebedo – gmina w Hiszpanii, w prowincji León, w Kastylii i León, o powierzchni 50,18 km². W 2011 roku gmina liczyła 256 mieszkańców.